# Массалонго, Абрамо
Абрамо Бартоломео Массалонго (итал. Abramo Bartolommeo Massalongo; 1824—1860) — итальянский лихенолог и палеоботаник. Вместе с Г. В. Кёрбером (1817—1885) считается «отцом итальянско-силезской школы лихенологии».

## Биография
Абрамо Бартоломео Массалонго родился 13 мая 1824 года в городе Треньяно на территории Вероны. Учился в школе в Вероне, затем стал учиться на геолога. В 1844 году перешёл на медицинский факультет Падуанского университета, где в то время преподавать ботанику было некому. С 1847 года Массалонго изучал ботанику по образцам, имевшимся в Падуанском ботаническом саду. На время революции 1848—1849 Абрамо был вынужден вернуться в Треньяно, однако после её окончания продолжил учиться в Ботаническом саду и в 1849 году окончил его. В 1851 году Абрамо Бартоломео женился на Марии Колоньято. У них было пятеро детей, из которых Каро Бениньо стал известным бриологом и лихенологом, Орсеоло — энтомологом и архитектором, а Роберто — врачом. После этого Массалонго стал активно путешествовать по Европе, чтобы изучать флору окаменелостей третичного периода. Также он интересовался герпетологией и палеонтологией. Кроме того, Массалонго существенно продвинул изучение лихенологии, в то время непопулярной в Италии науке. Всего Массалонго выделил 138 новых родов лишайников. Абрамо Бартоломео Массалонго скончался 25 мая 1860 года.

## Некоторые научные работы
- Massalongo, A.B. (1851). Sopra le piante fossili dei terreni terziari. 264 p.
- Massalongo, A.B. (1852). Resserche sull' autonomia dei licheni crostosi. 207 p.
- Massalongo, A.B. (1853). Memorie lichenografiche. 183 p.
- Massalongo, A.B. (1853). Monografia dei licheni blasteniospori. 131 p.
- Massalongo, A.B. (1855). Symmicta lichenum novorum. 156 p.
- Massalongo, A.B. (1855—1856). Schedulae criticae. 188 p.
- Massalongo, A.B.; Flamini, G.S.G. (1859). Studii sulla flora fossile e geologia stratigrafica della Senegalliese. 504 p.
- Massalongo, A.B. (1859). Syllabus plantarum fossilium. 179 p.

## Роды, названные в честь А. Массалонго
- Massalongia Körb., 1855